# Lưu Nghĩa Cung
Giang Hạ Văn Hiến vương Lưu Nghĩa Cung (chữ Hán: 刘义恭, 413 – 18 tháng 9, 465), người Tuy Lý, Bành Thành, là tể tướng, hoàng thân nhà Lưu Tống.

## Thiếu thời
Nghĩa Cung là con trai thứ năm của Lưu Tống Vũ đế Lưu Dụ, mẹ là Viên mỹ nhân. Nghĩa Cung từ nhỏ đã thông minh dĩnh ngộ, dung mạo đẹp đẽ, nên được cha cưng chiều hơn hẳn các anh em; ăn uống ngủ nghỉ, thường ở cạnh không rời. Dụ có tính kiệm ước, các con đều một bữa trên mâm không quá 5 chén nhỏ thức ăn, riêng đối với Nghĩa Cung thì sủng ái khác hẳn, muốn gì có nấy, bao nhiêu cũng được, không ăn thì đem cho hết những người bên cạnh. Bọn Lưu Nghĩa Chân chẳng mấy khi dám xin, dẫu xin cũng không được.

## Khởi nghiệp
Năm Cảnh Bình thứ 2 (424) thời Lưu Tống Thiếu đế, Nghĩa Cung lên 12 tuổi, được làm Giám Nam Dự, Dự, Ti, Ung, Tần, Tịnh 6 châu chư quân sự, Quan quân tướng quân, Nam Dự Châu thứ sử, thay Lư Lăng vương Lưu Nghĩa Chân trấn Lịch Dương.
Cùng năm, Văn đế lên ngôi, đổi niên hiệu là Nguyên Gia, Nghĩa Cung được phong Giang Hạ vương, thực ấp 5000 hộ. Được gia Sứ trì tiết, tiến hiệu Phủ quân tướng quân, cấp một bộ Cổ xuy. Năm thứ 3 (426), được làm Giám Nam Từ, Duyện 2 châu, Dương Châu chi Tấn Lăng chư quân sự, Từ Châu thứ sử, trì tiết, tướng quân như cũ. Được tiến từ Giám lên làm Đô đốc, nhưng chưa nhiệm chức. Văn đế điều quân trấn áp Tạ Hối, Nghĩa Cung về trấn Kinh Khẩu.
Năm thứ 6 (429), được cải thụ Tán kỵ thường thị, Đô đốc Kinh, Tương, Ung, Ích, Lương, Ninh, Nam – Bắc Tần 8 châu chư quân sự, Kinh Châu thứ sử, trì tiết, tướng quân như cũ. Nghĩa Cung dù có học vấn, nhưng tính kiêu ngạo, xa xỉ; sau khi ông ra trấn, Văn đế còn gởi thư khuyên răn chi li mọi việc.

## Về triều làm tể tướng
Năm thứ 9 (432), được chinh làm Đô đốc Nam Duyện, Từ, Duyện, Thanh, Ký, U 6 châu, Dự Châu chi Lương Quận chư quân sự, Chinh bắc tướng quân, Khai phủ nghi đồng tam tư, Nam Duyện Châu thứ sử, trấn Quảng Lăng.
Năm thứ 16 (439), được tiến vị Tư không. Năm sau (440), Văn đế ép Đại tướng quân Bành Thành vương Lưu Nghĩa Khang rời khỏi triều đình, chinh Nghĩa Cung làm Thị trung, Đô đốc Dương, Nam Từ, Duyện 3 châu chư quân sự, Tư đồ, Lục thượng thư. lĩnh Thái tử thái phó, trì tiết như cũ, cấp 20 võ sĩ đeo Ban kiếm, đặt nghi trượng, thêm binh sĩ. Năm sau nữa (441), được giải chức Đốc Nam Duyện. Năm thứ 21 (444), được tiến làm Thái úy, lĩnh Tư đồ, còn lại như cũ.
Nghĩa Cung vốn cung kính, cẩn thận, lại rút kinh nghiệm của Lưu Nghĩa Khang, tuy làm tể tướng, nhưng chỉ coi việc văn thư, khiến Văn đế an lòng. Tướng phủ hằng năm được cấp 20,000,000 tiền, vật dụng gấp bội như thế; nhưng Nghĩa Cung tính xa xỉ, chi dùng thường không đủ, Văn đế bèn cấp thêm 10,000,000. Năm thứ 26 (449), được lĩnh Quốc tử tế tửu. Khi ấy có người hiến con ngựa 500 dặm, Văn đế ban cho Nghĩa Cung.

## Sợ giặc bị giáng chức
Mùa xuân năm thứ 27 (450), quân Bắc Ngụy xâm phạm Dự Châu, Văn đế nhân đó muốn bắc phạt đánh chiếm vùng Hà, Lạc. Mùa thu, Văn đế lấy Nghĩa Cung tổng thống các tướng soái, ra trấn Bành Thành, giải chức Quốc tử tế tửu. Sau đó, quân Tống lui chạy, quân Ngụy phản kích, thẳng tiến đến Qua Bộ, Nghĩa Cung cùng Vũ Lăng vương Lưu Tuấn cố thủ Bành Thành.
Mùa xuân năm thứ 28 (451), quân Ngụy rút lui, đi qua Bành Thành, Nghĩa Cung sợ hãi không dám truy kích. Hôm ấy có dân báo: "Giặc bắt hơn vạn dân chúng Quảng Lăng, nghỉ đêm ở An vương pha, cách thành vài mươi dặm. Nay đuổi theo, có thể kịp." Chư tướng đều xin, Nghĩa Cung lại cấm không cho. Qua đêm, Văn đế khiến dịch sứ đến, sai Nghĩa Cung dốc toàn lực đuổi theo, ông mới khiến Trấn quân tư mã Đàn Hòa Chi nhắm hướng Tiêu Thành ra quân. Quân Ngụy nghe tin, bèn giết hết dân chúng, dùng khinh kỵ bỏ đi.
Ban đầu, Văn đế lo Nghĩa Cung không thể giữ Bành Thành, nên hạ sắc răn đe. Nghĩa Cung đáp rằng: "Thần chưa thể nhìn xuống Hãn Hải, vượt qua Cư Duyên , nhưng có thể tránh được nỗi sỉ nhục chạy trốn của Lưu Trọng ." Nhưng khi quân Ngụy đến, Nghĩa Cung quả nhiên sợ hãi muốn bỏ chạy, nhưng được quan tướng dưới quyền hết sức can ngăn, nên mới ở lại.
Văn đế giáng hiệu của Nghĩa Cung làm Phiếu kỵ tướng quân, Khai phủ nghi đồng tam tư, còn lại như cũ.

## Trong loạn Nhị Hung
Nghĩa Cung được lấy bản quan lĩnh Nam Duyện Châu thứ sử, tăng chức Đốc Nam Duyện, Dự, Từ, Duyện, Thanh, Ký, Ti, Ung, Tần, U, Tịnh 11 châu chư quân sự, gồm cả trước là 13 châu, dời trấn Hu Dị. Nghĩa Cung tu sửa trị sở, tổ chức nhân sự phỏng theo Đông phủ.
Mùa đông năm thứ 29 (452), được về triều, Văn đế lấy thuyền ngự Thương Ưng đi đón. Gặp lúc mẹ bệnh, Nghĩa Cung được cải thụ Đại tướng quân, Đô đốc Dương, Nam Từ 2 châu chư quân sự, Nam Từ Châu thứ sử, Trì tiết, Thị trung, Lục thượng thư, Thái tử thái phó như cũ. Nghĩa Cung được về trấn Đông phủ; từ chối chức Thị trung, nên Văn đế chưa trao. Đúng lúc Thái tử Lưu Thiệu nổi loạn giết Văn đế, ngay hôm ấy triệu gấp Nghĩa Cung. Trước đó, Văn đế hạ chiếu triệu Thái tử cùng chư vương đều dùng riêng một sứ giả; đến nay Nghĩa Cung lấy cớ không đúng người, Lưu Thiệu phải lấy ngay sứ giả ấy, thì ông mới chịu đến. Nghĩa Cung giao nộp tất cả quân đội, vũ khí, được tiến vị Thái bảo, tiến làm Đốc Hội Châu chư quân sự, mặc y phục của Thị trung, rồi lĩnh Đại tông sư.
Vũ Lăng vương Lưu Tuấn khởi nghĩa, Lưu Thiệu ngờ Nghĩa Cung có chí khác, sai ông vào ở tại Thượng thư hạ tỉnh, chia các con của ông ở tại Thị trung hạ tỉnh ngoài cửa Thần Hổ. Thiệu nghe tin Lưu Tuấn đã đến gần, muốn ra đón đánh, dốc toàn lực quyết chiến. Nghĩa Cung lo thuyền của nghĩa quân nhỏ bé, giao chiến ở trung lưu Trường Giang thì khó lòng địch nổi, bèn thuyết phục Thiệu cố thủ tại Thạch Đầu, dĩ dật đãi lao để đợi Lưu Tuấn; Thiệu nghe theo.
Tiền phong của nghĩa quân đến Tân Đình, Thiệu ép Nghĩa Cung cùng ra đánh, luôn giữ ông ở bên cạnh, nên không thể thoát thân. Nghĩa Cung từ trước đã sai người sắp thuyền ở bên Đông Dã, nhân đó một mình một ngựa chạy về phía nam. Nghĩa Cung sang đến bờ nam sông Hoài thì kỵ binh đuổi theo mới đến bờ bắc; Thiệu cả giận, sai Thủy Hưng vương Lưu Tuấn đi Tây tỉnh giết 12 con trai của ông.
Khi ấy Lưu Tuấn ở Tân Lâm Phổ, Nghĩa Cung đến nơi, khuyên ông ta lên ngôi. Tuấn nghe theo, tức là Hiếu Vũ đế, thụ Nghĩa Cung làm Sứ trì tiết, Thị trung, Đô đốc Dương, Nam Từ 2 châu chư quân sự, Thái úy, Lục thượng thư lục điều sự, Nam Từ, Từ 2 châu thứ sử, cấp một bộ Cổ xuy, 20 võ sĩ đeo Ban kiếm; rồi cho làm Giả Hoàng việt. Sau khi thắng lợi, được tiến vị Thái phó, lĩnh Đại tư mã, tăng số võ sĩ đeo Ban kiếm lên 30 người; Hiếu Vũ đế lấy trang sức, ấn thụ phiên vương của mình ban cho Nghĩa Cung, tăng phong 2000 hộ. Đế lập thái tử, văn thư của Đông cung trước tiên đều qua tay của Nghĩa Cung.

## Khuất mình giữ thân
Năm Hiếu Kiến đầu tiên (454), bọn Nam Quận vương Lưu Nghĩa Tuyên, Tang Chất, Lỗ Sảng nổi dậy, Nghĩa Cung được gia Hoàng việt, có đặc quyền đưa 100 võ sĩ Bạch Trực  vào 6 cửa (của kinh thành). Trấn áp xong cuộc nổi dậy, Hiếu Vũ đế lấy ngựa 700 dặm của Tang Chất ban cho Nghĩa Cung, rồi tăng phong 2000 hộ.
Hiếu Vũ đế cho rằng Lưu Nghĩa Tuyên dám làm loạn, là do phiên trấn cường thịnh, nên muốn giảm bớt thế lực của vương hầu. Nghĩa Cung biết ý, dâng biểu kiến nghị triều đình bỏ chức Lục thượng thư, đế nghe theo.
Tháng 11 ÂL năm ấy, Nghĩa Cung về trấn Kinh Khẩu. Mùa xuân năm thứ 2 (455), được tiến làm Đốc Đông, Nam Duyện 2 châu. Mùa đông, được chinh làm Dương Châu thứ sử, còn lại như cũ. Được gia Thù lễ: vào triều không bước xu, vái lạy không xưng tên, đeo kiếm lên điện; cố từ Thù lễ không nhận. Rồi được giải chức Trì tiết, Đô đốc cùng Thị trung.
Khi ấy Hiếu Vũ đế sủng ái Tây Dương vương Lưu Tử Thượng, Nghĩa Cung xin giải chức Dương Châu thứ sử để tránh ông ta, nên được tiến vị Thái tể, lĩnh Tư đồ. Nghĩa Cung thường lo đế nghi ngờ, gặp lúc Hải Lăng vương Lưu Hưu Mậu nổi dậy, ông dâng biểu kiến nghị không nên để chư vương ở vùng biên, tại châu không xây dựng vương phủ, còn có nhiều biện pháp giải trừ thế lực của họ, việc này khó thi hành nên không được phê chuẩn.
Bấy giờ Hiếu Vũ đế có tính nghiêm khắc và tàn bạo, Nghĩa Cung hết sức khiêm tốn, cung kính, phụng sự trọn lễ; nhờ tài ăn nói mà xu nịnh lấy lòng, hễ gặp dịp thì lạy rạp chúc mừng, dâng lời ca tụng. Năm Đại Minh đầu tiên (457), có cỏ ba lá xuất hiện ở bờ tây Thạch Đầu, Nghĩa Cung nhiều lần dâng biểu kiến nghị làm lễ Phong thiện, đế rất đẹp lòng.
Năm thứ 3 (459), Nghĩa Cung giảm binh tá, được gia lĩnh Trung thư giám, lấy 3 doanh Sùng Nghệ, Chiêu Vũ, Vĩnh Hóa cả thảy 437 hộ cấp cho phủ; tăng lại đồng 1700 người, cả thảy 2900 người.
Năm thứ 6 (462), Nghĩa Cung chịu giải chức Tư đồ, Thái tể, nhưng vẫn được vời triệu quan thuộc như cũ; hằng năm được cấp 3000 xúc vải.
Năm thứ 7 (463) Nghĩa Cung theo đế tuần du, được kiêm Thượng thư lệnh, giải Trung thư giám.
Tháng 5 nhuận năm thứ 8 (464), Nghĩa Cung được lĩnh Thái úy. Trong tháng ấy, Hiếu Vũ đế băng, di chiếu cho Nghĩa Cung cùng bọn Liễu Nguyên Cảnh, Thẩm Khánh Chi, Nhan Sư Bá, Vương Huyền Mô làm cố mệnh đại thần. Nghĩa Cung được giải Thượng thư lệnh, gia Trung thư giám, cùng Thượng thư lệnh Liễu Nguyên Cảnh nắm hết mọi việc lớn nhỏ.

## Cái chết
Tiền Phế đế nối ngôi, cho Nghĩa Cung làm Lục thượng thư sự, Giám, Thái tể, Vương như cũ. Được tăng Ban kiếm lên 40 người, lại gia Thù lễ; Nghĩa Cung lại cố từ chối Thù lễ.
Tiền Phế đế cuồng loạn vô đạo, bọn Nghĩa Cung, Nguyên Cảnh mưu tính phế trừ ông ta, nhưng bị Thẩm Khánh Chi cáo giác. Ngày Quý dậu tháng 8 ÂL năm Vĩnh Quang đầu tiên (465), Tiền Phế đế soái quân Vũ Lâm bắt Nghĩa Cung ngay tại phủ đệ của ông, ban chết, khi ấy ông được 53 tuổi. Tiền Phế đế chặt tay chân, moi ruột, móc mắt của Nghĩa Cung; đem tròng mắt ngâm mật, gọi là tròng mắt quỷ.

## Hậu sự
Minh đế lên ngôi, truy sùng Nghĩa Cung làm Sứ trì tiết, Thị trung, Đô đốc trung ngoại chư quân sự, Thừa tướng, lĩnh Thái úy, Trung thư giám, Lục thượng thư sự, vương như cũ. Tang lễ của ông được cấp Cửu lưu loan lộ, 100 võ sĩ Hổ bôn, Ban kiếm, trước sau bày Vũ bảo, Cổ xuy, xe Ôn lương. Năm Thái Thủy thứ 3 (467), Minh đế lại hạ chiếu cho Nghĩa Cung được bồi tế trong miếu đình.

## Hậu nhân

### Con trai
Nghĩa Cung có 16 con trai, trong đó 12 người bị Nguyên Hung sát hại, 4 người bị Tiền Phế đế sát hại.

#### 12 người đầu
1. Nam Phong huyện vương Lưu Lãng, tự Nguyên Minh, được kế tự Lưu Tống Thiếu đế, thực ấp 1000 hộ. Làm đến Tương Châu thứ sử, Trì tiết, Thị trung, lĩnh Xạ Thanh hiệu úy, được truy tặng Tiền tướng quân, Giang Châu thứ sử.
2. Lưu Duệ, tự Nguyên Tú, làm đến Thái tử xá nhân, được truy tặng Thị trung, thụy là Tuyên thế tử. Năm Đại Minh thứ 2 (458), được Hiếu Vũ đế truy phong An Long vương, lấy hoàng tử thứ 4 là Lưu Tử Tuy kế tự, thực ấp 2000 hộ, truy thụy là Tuyên vương.
3. Tân Ngô huyện hầu Lưu Thiều, tự Nguyên Hòa, làm đến Bộ binh hiệu úy, được truy tặng Trung thư thị lang, thụy là Liệt hầu.
4. Bình Đô Hoài hầu Lưu Thản, tự Nguyên Độ, được truy tặng Tán kỵ thị lang.
5. Giang An Mẫn hầu Lưu Nguyên Lượng, được truy tặng Tán kỵ thị lang.
6. Hưng Bình Điệu hầu Lưu Nguyên Túy, được truy tặng Tán kỵ thị lang.
7. Lưu Nguyên Nhân.
8. Lưu Nguyên Phương.
9. Lưu Nguyên Lưu.
10. Lưu Nguyên Thục.
11. Lưu Nguyên Dận.
12. Không rõ tên.

#### 4 người sau
1. Lưu Bá Cầm, sanh năm Hiếu Kiến thứ 3 (456), tên là do Hiếu Vũ đế đặt, có ý rằng Lỗ công Bá Cầm là con của Chu công Cơ Đán. Làm đến Phụ quốc tướng quân, Tương Châu thứ sử. Được đặt thụy là Ai thế tử, rồi truy tặng Giang Hạ vương, đổi thụy là Mẫn.
2. Vĩnh Tu huyện hầu Lưu Trọng Dung, làm đến Ninh sóc tướng quân, Lâm Hoài, Tế Dương 2 quận thái thú, được đặt thụy là Thương hầu.
3. Vĩnh Dương huyện hầu Lưu Thúc Tử, thụy là Thương hầu.
4. Lưu Thúc Bảo, thụy là Thương hầu.

### Con gái
Không rõ Nghĩa Cung có bao nhiêu con gái, một trong số đó (không rõ tên) được gả cho Tư đồ tòng sự trung lang Chu Thâm nhà Nam Tề.

## Dật sự
Sân trước nhà cũ của Khổng Tử tại Lỗ Quận có 24 gốc cây bách, trải qua các đời Hán, Tấn, lớn đến 3 người ôm. Có 2 cây đã gãy, kẻ sĩ sùng kính, đều không dám xâm phạm, mà Nghĩa Cung sai người chặt lấy hết cả, khiến quan dân không ai không than tiếc.
Nghĩa Cung có tính hay thay đổi, cho đến khi mất ông đã nhiều lần chuyển sang phủ đệ mới. Nghĩa Cung thích giao thiệp, nhưng không thân thiết mãi với ai; lại không xem trọng tiền bạc, bộ hạ cầu xin, có thể nhận được một, hai trăm vạn tiền, nhưng có chút gì trái ý, lập tức đòi lại. Trong niên hiệu Đại Minh, Nghĩa Cung có bổng lộc rất lớn, nhưng chẳng đủ dùng, thường mua chịu của dân; đến khi dân đem giấy nợ đến, thì ông viết đằng sau một chữ Nguyên (原, bỏ qua).
Nghĩa Cung giỏi cưỡi ngựa, hiểu âm nhạc, quen đi chơi xa 300 đến 500 dặm, Hiếu Vũ đế buông thả cho ông làm vậy. Đông đến Ngô Quận, lên núi Hổ Khẩu; còn lên núi Ô ở huyện Vô Tích để ngắm Thái Hồ. Trong niên hiệu Đại Minh, triều đình soạn quốc sử, Hiếu Vũ đế tự làm truyện về Nghĩa Cung. Đến niên hiệu Vĩnh Quang, Nghĩa Cung dù nhiệm chức tể phụ, mà mọi việc đều do bọn cận thần Đái Pháp Hưng xử lý, thường không dự vào.

## Trước tác
Nghĩa Cung soạn 5 quyển "Yếu ký", chọn lọc cố sự từ đời Tiền Hán đến niên hiệu Thái Nguyên nhà Tấn, dâng lên; Hiếu Vũ đế hạ chiếu giao cho Bí các.